# Lasst uns froh und munter sein
"Lasst uns froh und munter sein", är en traditionell tysk julsång från Hunsrück/Taunus. Sångtexten varierar något mellan olika delar av regioner. Traditionellt sjungs sången på Nikolausafton den 5 december.